# RoboCup
RoboCup är världsmästerskapet i robotfotboll. Projektet RoboCup startades för att stimulera forskningen inom robotteknik och artificiell intelligens samt för att främja samarbete mellan forskare på olika håll i världen
Projektets officiella mål är att ett lag med autonoma humanoida robotar ska vinna över de mänskliga världsmästarna i fotboll i mitten av 2000-talet. I vissa formuleringar av målsättningen nämner man årtalet 2050.
Idag tävlas det inte bara i robotfotboll. Det finns även grenar för räddningsrobotar och servicerobotar.
Det finns även en tävling för ungdomar upp till 19år (RoboCup Junior) med grenarna fotboll, dans och räddning.
En turnering hölls i Istanbul, Turkiet 5 - 11 juli 2011.

## Klasser
För tillfället[när?] är tävlingen indelad i följande klasser och underklasser:
- RoboCup Soccer
  - Simulation League
  - Small Size Robot League
  - Middle Size Robot League
  - 4-Legged Robot League
  - Humanoid League
    - Kid Size
    - Teen Size
- RoboCup@Home League
- RoboCup Rescue
  - Rescue Robot League
  - Rescue Simulation League
- RoboCup Junior
  - Soccer Challenge
  - Rescue Challenge
  - Dance Challenge

## Tidigare turneringar
- 1997: Nagoya, Japan
- 1998: Paris, Frankrike
- 1999: Stockholm, Sverige
- 2000: Melbourne, Australien
- 2001: Seattle, USA
- 2002: Fukuoka, Japan
- 2003: Padova, Italien
- 2004: Lissabon, Portugal
- 2005: Osaka, Japan
- 2006: Bremen, Tyskland
- 2007: Atlanta, USA
- 2008: Suzhou, Kina
- 2009: Graz, Österrike
- 2010: Singapore, Singapore
- 2011: Istanbul, Turkiet
- 2012: Mexico City, Mexiko
- 2013: Eindhoven, Nederländerna
- 2014: João Pessoa, Brasilien

## Kommande turneringar
- 2015: Hefei, Kina

## Svenska deltagare
Detta är en inkomplett lista över svenska deltagare i RoboCup:
- Murphy från Uppsala tekniska högskola (2001, 2002)
- Argus från Uppsala tekniska högskola (2001, 2002)
- Priscilla, Elvis och Elvina från Chalmers tekniska högskola (2002)
- Team Aros från Mälardalens högskola (2005, 2007)
- Team Magne från Uppsala universitet (2006)
- Rfc Uppsala Uppsala universitet (2007)
- RRT Uppsala från Uppsala universitet (2008)
- RRT Uppsala från Uppsala universitet (2009)
- Sunsquare Masters från Soltorgsgymnasiet (2009) (Junior Rescue)
- Sunsquare Masters från Soltorgsgymnasiet (2010) (Junior Rescue)
- SOFT Robotics från Borlänge och Skutskär (2011) (Junior Rescue)